# 76 (число)
Вижте пояснителната страница за други значения на 76.
76 (седемдесет и шест) е естествено, цяло число, следващо 75 и предхождащо 77.
Седемдесет и шест с арабски цифри се записва „76“, а с римски цифри – „LXXVI“. Числото 76 е съставено от две цифри от позиционните бройни системи – 7 (седем) и 6 (шест).

## Общи сведения
- 76 е четно число.
- 76 е атомният номер на елемента осмий.
- 76-ият ден от годината е 17 март.
- 76 е година от Новата ера.
- 76 е номерът на автобус, минаващ през Младост 3